# Mahmoud Khalifa
Mahmoud Khalifa (ur. 19 lutego 1962) – palestyński dyplomata i dziennikarz. Ambasador Palestyny w Polsce od kwietnia 2018. Były minister informacji Autonomii Palestyńskiej.
Ukończył studia w Polsce. Zna język polski. Pełni również funkcję dziekana arabskiego korpusu dyplomatycznego w Polsce.